# Mancilla
Mancilla är en udde i Antarktis. Den ligger i Sydshetlandsöarna. Argentina, Chile och Storbritannien gör anspråk på området.
Terrängen inåt land är huvudsakligen kuperad, men norrut är den platt. Havet är nära Mancilla åt nordost. Trakten är glest befolkad. Närmaste befolkade plats är Maldonado Station, 6,1 kilometer nordväst om Mancilla. 